# Barbara (film 2017)
Barbara è un film del 2017 diretto da Mathieu Amalric e incentrato sulla figura della cantante francese Barbara.

## Riconoscimenti
- 2017 - Festival di Cannes
  - Prix de la poésie du cinéma sezione Un Certain Regard